# アニタ・エクバーグ
アニタ・エクバーグ（Anita Ekberg, 1931年9月29日 - 2015年1月11日）は、スウェーデン出身の女優である。

## 来歴

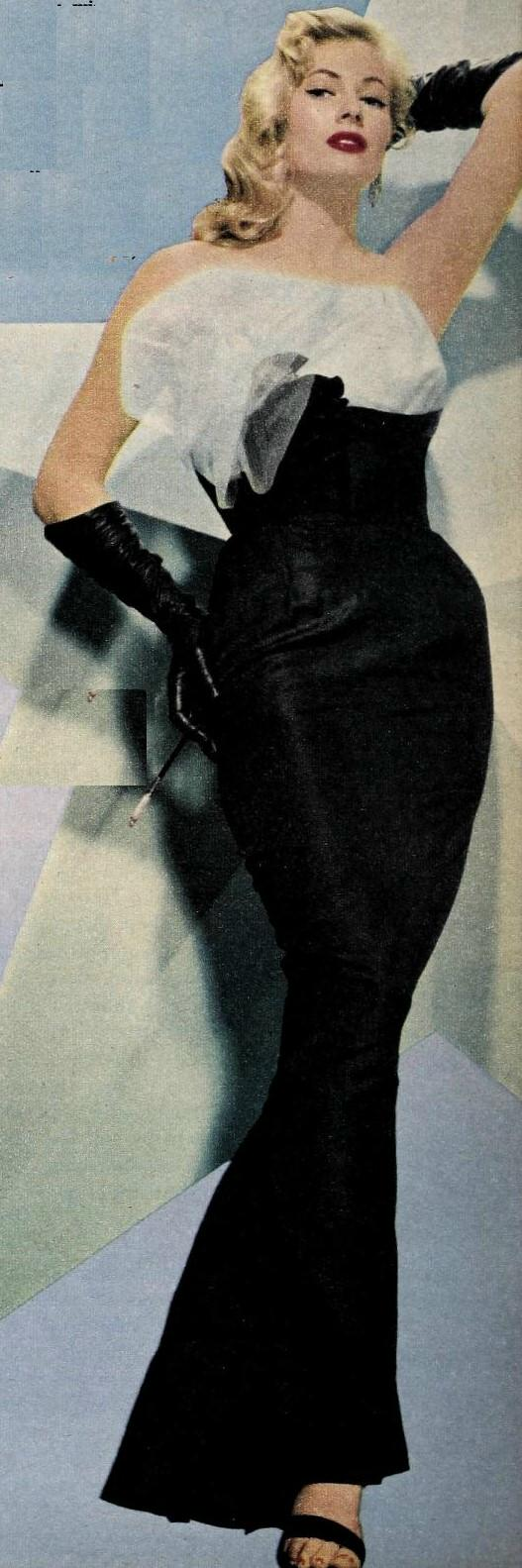
『Photoplay』誌（1956年1月、バド・フレイカー撮影）

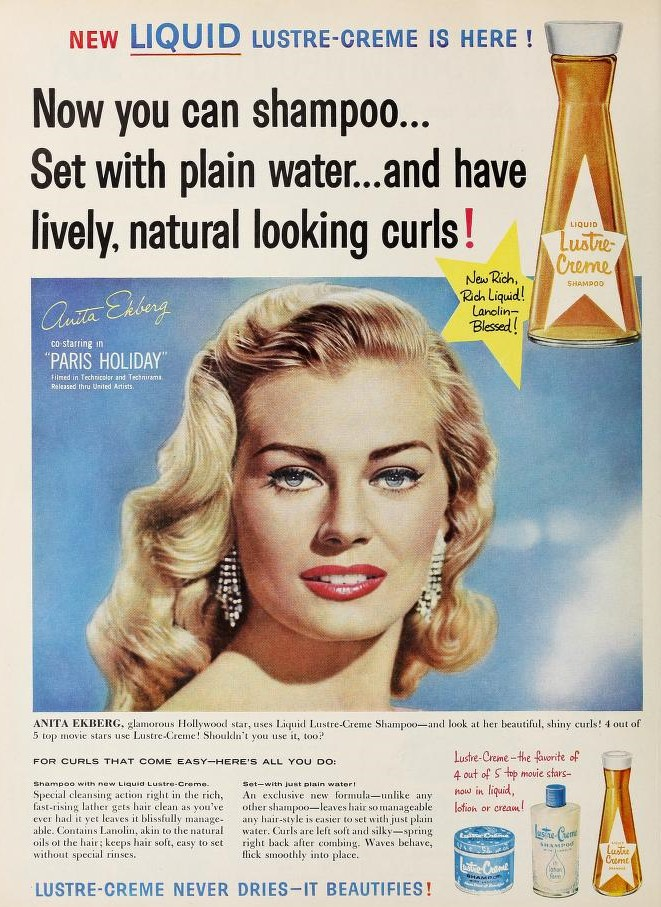
広告のアニタ・エクバーグ（1958年、ラスター・クリーム・シャンプー）

1931年、スウェーデンのマルメで8人兄弟の6番目として生まれる。ミス・ユニバースのスウェーデン代表となったことがきっかけでアメリカへ渡り、ユニバーサル・スタジオと契約して女優となる。最初はお色気要員として雑誌のカバーガールをこなしながらB級映画やコメディに出演していたが、フランク・シナトラやユル・ブリンナーなど大物スターと親密になり、『戦争と平和』ではヘンリー・フォンダの妻役を射止めた。フェデリコ・フェリーニにも気に入られイタリアに渡ると、『甘い生活』に出演し、グラマーなアメリカの女優シルヴィア役で一躍スターの仲間入りを果たす。

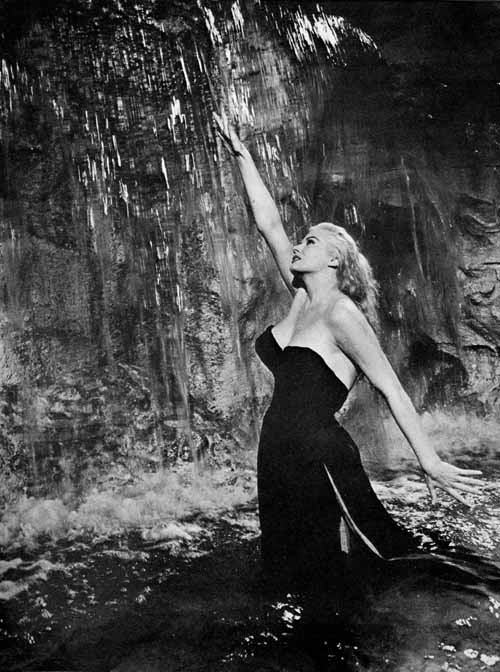
『甘い生活』（1960年）のスクリーンショット

黒いドレスを着たまま噴水（トレヴィの泉）に入るシーンが有名で、フェリーニはアニタを「神からの贈り物」と呼んだ。
その後フェリーニの作品に何本か出演したが芳しい評価は得られず、1968年に脱税容疑で起訴され、1960年代末からはイタリアのB級作品に数多く出演するも、人気が返り咲くことはなかった。1970年代の後半になると、スクリーンから姿を消すことになる。
『甘い生活』で共演したマルチェロ・マストロヤンニと恋愛関係にあった時期もあり、1987年のフェリーニ作品『インテルビスタ』では本人の役で出演。往年とは別人のように肥満して、若い頃の姿を見て涙ぐむ自分自身を演じている。そして、やはり本人役を演じたマストロヤンニを相手に『甘い生活』のダンス場面を再現して見せた。 
2015年1月11日、イタリア・ローマ南東部のロッカ・ディ・パーパで死去。2度の離婚を経験し、晩年はローマ郊外で愛犬と暮らしていたが、足を骨折した後遺症で自力で歩けなくなっており、数年間車椅子と入院生活を送っていた。また、入院中に自宅から宝飾品や家具が盗まれたり、火事に遭って大きな損害を受けるなどして経済的に困窮し、2011年12月にフェリーニ財団に資金援助を求めていたことが報じられていた。

## 主な出演作品

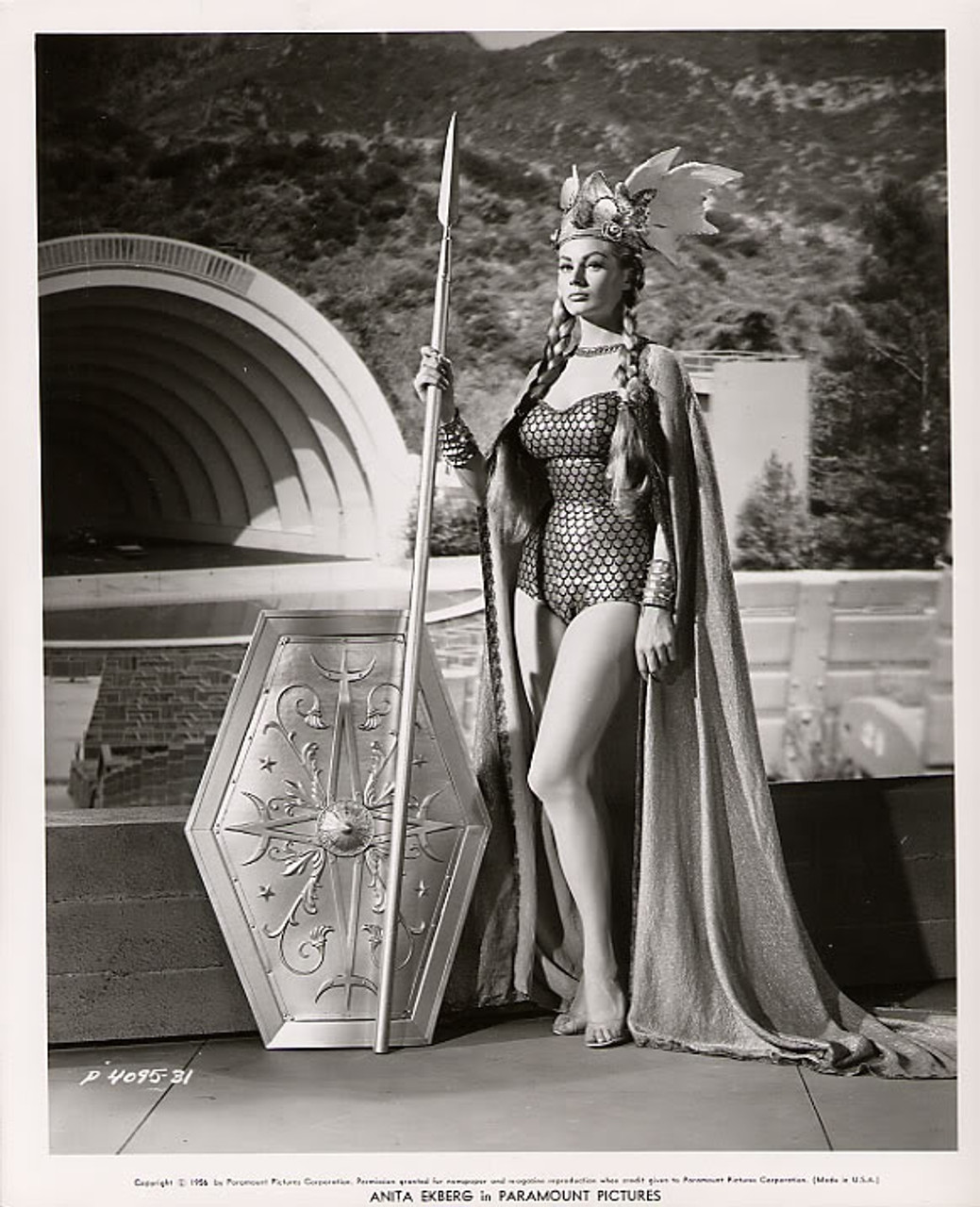
『底抜けコンビのるかそるか』（1956年 パラマウント映画）のオープニングでワルキューレに扮したエクバーグ。

- ミシシッピの賭博師 The Mississippi Gambler (1953)
- 凸凹火星探検 Abbott and Costello Go to Mars (1953)
- 熱砂の舞 Zarak (1956)
- 底抜けコンビのるかそるか Hollywood or Bust (1956) - 底抜けシリーズ
- 戦争と平和 War and Peace (1956)
- 地獄の翼 (1956)
- パリの休日 Paris Holiday (1958)
- ローマの旗の下に Nel segno di Roma (1958)
- 甘い生活 La Dolce Vita (1960)
- ボッカチオ'70 Boccaccio '70 第2話「アントニオ博士の誘惑」 (1962)
- 腰抜けアフリカ博士 Call Me Bwana (1963)
- テキサスの四人 4 for Texas (1963)
- イタリア式愛のテクニック (1966)
- 火曜日ならベルギーよ If It's Tuesday, This Must Be Belgium (1969)
- フェリーニの道化師 I Clown (1970)
- インテルビスタ - Intervista (1987)
- リュシアン 赤い小人 Le Nain rouge (1998)